# Vietnameser i Taiwan
Vietnameser i Taiwan är en av landets största utländska befolkningsgrupper. Av de ca 80 000 vietnameser som uppehöll sig i Taiwan 2006 arbetade 60 000 som hemhjälp, 16 000 i fabriker, 2 000 inom sjöfartsrelaterad industri och återstoden inom andra typer av yrken. Tillsammans utgjorde de 21% av landets arbetskraft med utländskt ursprung. 42% arbetade i Taipei eller i regionerna Taipei eller Taoyuan.

## Arbetskraftsinvandring
Taiwan är populärt bland vietnameser som söker arbete, särskilt vad avser tillverknings- och fiskesektorn. År 2002 utgjorde vietnameserna i Taiwan 28,5 % (13 200 personer) av de 46 200 vietnameser som valt att söka sig utomlands för att få arbete. Detta har gjort att Taiwan hamnat på andra plats efter Malaysia och före Laos i fråga om de länder som anses mest populära bland vietnamesiska arbetssökande. Taiwan behöll sin andraplacering även efter att arbetskraftsinvandringen till Sydkorea och Japan avtog 
Sedan Taiwans arbetsmarknadsdepartement 1999 godkänt vietnamesisk arbetsinvandring ökade andelen vietnamesiskor som hembiträden markant. Mellan 2000 och 2003 ökade andelen vietnamesiska hembiträden 15 gånger, från 2 364 personer till 40 397. Detta medförde att de hamnade på andra plats på listan över hembiträden efter nationalitet. På första plats fanns indonesiskor och på tredje filippinskor. Totalt sett utgjorde vietnamesiskorna en tredjedel av alla hembiträden i landet.
Tidigare hade filippinskorna varit den största andelen hembiträden, mycket på grund av att utbildningen i engelska som de fått i sitt hemland gjorde dem mycket lämpade som lärare för sina arbetsgivares barn. Baksidan av detta var att de kunde hamna i konflikt med sina arbetsgivare som ofta pratade dålig engelska, något som ledde till att man hellre valde vietnamesiskor och indonesiskor eftersom de talade lite eller ingen engelska alls. Nackdelen var emellertid att det då var hembiträdena som hamnade i ett underläge gentemot sina arbetsgivare och att det försvårade för dem att kunna utnyttja sociala nätverk och samhällsinformation utanför sin arbetsplats .